# Catostylus mosaicus
Espèce
La méduse mosaïque (Catostylus mosaicus) est une espèce de méduse de la famille des catostylidés.
C'est une Catostylus qui, à Brisbane en 2006, a bloqué les circuits de refroidissement du porte-avions nucléaire américain USS Ronald Reagan, "le mettant hors d'usage et imposant une évacuation immédiate".